# وزمستان (زاز الغربي)
وزمستان (بالفارسية: وزمستان) هي قرية تقع في إيران في قسم زاز الغربي الریفي.